# Droga wojewódzka nr 267
Droga wojewódzka nr 267 (DW267) – droga wojewódzka w południowej części woj. kujawsko-pomorskiego o długości 30 km łącząca Piotrków Kujawski z drogą krajową nr 62 oraz dalej z miejscowością Ujma Duża. Droga przebiega przez tereny powiatów radziejowskiego (gminy: Piotrków Kujawski, Bytoń, Osięciny) oraz aleksandrowskiego (gmina: Zakrzewo).

## Miejscowości leżące przy trasie DW267
- Piotrków Kujawski (DW266)
- Bytoń
- Samszyce (DK62)
- Osięciny
- Kościelna Wieś
- Ujma Duża (DW252)